# Santa María kommun, Huila
Santa María är en kommun i Colombia.   Den ligger i departementet Huila, i den centrala delen av landet, 250 km sydväst om huvudstaden Bogotá. Antalet invånare är 10 218. Arean är 326 kvadratkilometer.
Terrängen i Santa María är bergig åt sydväst, men åt nordost är den kuperad.